# Castillo de Malamoneda
El castillo de Malamoneda es un castillo que se encuentra en el término municipal del municipio de Hontanar, al sur de la provincia de Toledo, a los pies de la Sierra del Puerco y en la confluencia del río Cedena y el arroyo de Malamonedilla.

## Situación
El castillo de Malamoneda se encuentra a bastante distancia, en dirección oeste, de la localidad de Hontanar, al sur de la provincia de Toledo, a los pies de la Sierra del Puerco y en la confluencia del río Cedena y el arroyo de Malamonedilla.
Se puede llegar al castillo por la carretera regional CM-401 desde Navahermosa a Los Navalmorales. A unos 3 kilómetros se toma el desvío a la carretera CM-4157, que lleva a Hontanar. Unos 4 kilómetros más adelante tras un cruce se toma el camino rural a la derecha y a unos 2,8 kilómetros tomar otro que sale a la izquierda. A unos 200 metros, siguiendo por ese camino, nos encontramos con la Torre de Malamoneda y unos 100 metros más abajo con el castillo.
Actualmente se está desarrollando el Plan director del yacimiento y se han iniciado trabajos arqueológicos de carácter científico por el arqueólogo y experto en Ecoturismo D. José Ignacio Vega.

## Historia

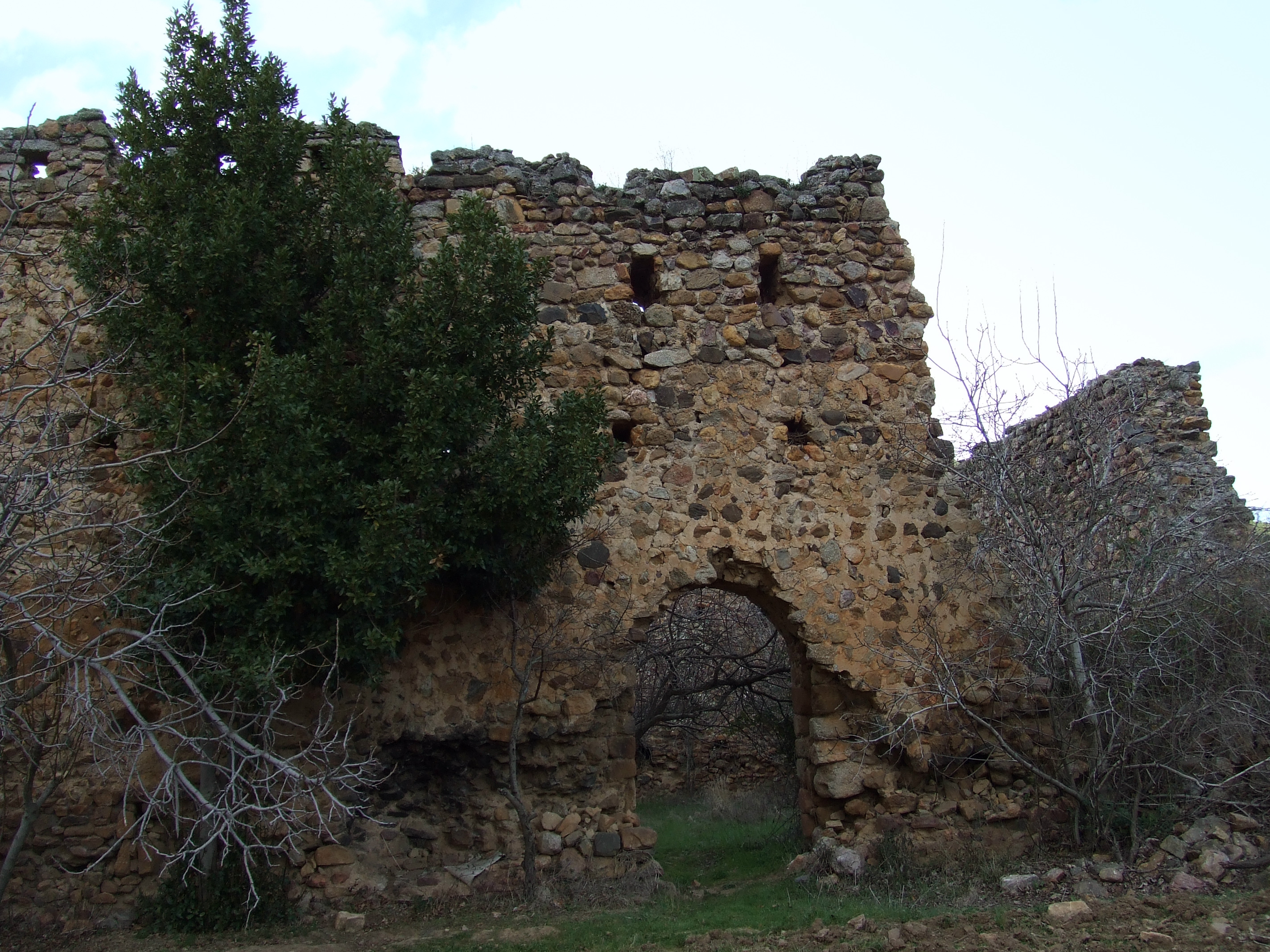
Detalle

El castillo de Malamoneda fue construido en el siglo XIII, sirviendo junto a la torre de Malamoneda de fortaleza y refugio de los pobladores de Malamoneda, cuyas casas aún subsisten pero están deshabitadas.
Este paraje fue reconquistado en el siglo XII, aunque ya debió estar poblado siglos antes, ya que se encontraron en la zona restos de construcciones romanas y existen pruebas de restos de la Edad del Bronce.
El territorio en el que se encuentra el castillo de Malamoneda fue repoblado por el caballero Alfonso Téllez, quien en 1210 recibía de Alfonso VIII este lugar. En 1226 lo vendió al arzobispo de Toledo Rodrigo Jiménez de Rada, junto con el castillo de Dos Hermanas y otras aldeas de los Montes, pobladas por el mismo luchador. El castillo pasa a ser propiedad de la corona bajo el reinado de Fernando III el Santo. En 1246 compró todos los Montes que llevaban su nombre por 45.000 maravedís de oro, siendo ya de la ciudad hasta la desamortización civil del siglo XIX.
También se sabe que estuvo en manos de la Orden del Temple.

## Descripción y características
Es un edificio rectangular, sin torres, ventanas ni saledizo alguno, con muros de 1,50 metros de espesor. Su única puerta es pequeña y de medio punto. El interior está vacío y no se conserva ningún resto de construcción alguna, observándose mechinales en la muralla para algún forjado de vigas. En el exterior había un contramuro de hormigón más antiguo que el castillo, resto probablemente de obra romana y que fue demolido adrede hace pocos años.
Actualmente las excavaciones han dado como resultado la aparición de ciertos restos de muros que Valdés (1921) los menciona en su memoria sobre Malamoneda. El material encontrado y el estudio de sus estructuras, así como la aportación de abundante información oral contrastada, hacen pensar que el denominado "castillo" fue en su origen una construcción diferente y que pudo ser fortificada posteriormente.

## Estado de conservación
El castillo de Malamoneda se encuentra abandonado y sin uso. Es propiedad del Estado español.
Actualmente se están desarrollando trabajos de excavación e investigación por el arqueólogo y experto en Ecoturismo D. José Ignacio Vega, que van dirigidas especialmente a encontrar el inicio histórico de esa construcción y su conexión con el resto de los elementos del yacimiento. Esta zona ha sido denominada sector 1 en el proyecto.